# عبد القادر القط
عبد القادر حسن القط(10 أبريل 1916 - 16 يونيو 2002) شاعر وناقد وأديب مصري بارز، القط متزوج من نمساوية الاصل وله من الأولاد «أمين» و«نورا»، وهو مواليد بلقاس بمحافظة الدقهلية وحاصل على الدكتوراه في الأدب العربي والنقد الأدبي وترأس تحرير مجلة «الشعر» سنة 1964، وعين عميدا لكلية الآداب بجامعة عين شمس عام 1972، ثم حصل على جائزة الملك فيصل العالمية في الأدب عام 1980 ورأس تحرير مجلة «ابداع» للمسرح والسينما عام 1983، وحصل على جائزة الدولة التقديرية عام 1985.

## سيرة حياته
ولد عبد القادر حسن القط عام 1916 بمحافظة الدقهلية شرقيه المعصرة بمركز بلقاس، وتخرج في كلية الآداب عام 1938 بعدها عمل موظفا بمكتبة جامعة القاهرة حتى عام 1945، وأوفد إلى جامعة لندن في بعثة دراسية للحصول على الدكتوراه بعدها وحصل عليها عام 1950 في جامعة عين شمس عام.1951 وفي الفترة من 1962 وحتى 1973 ترأس د. القط قسم اللغة العربية، وانتخب عميدا للكلية في عامي 1973 و1974، بعدها ترك جامعة عين شمس ليعمل رئيسًا لقسم اللغة العربية في آداب جامعة بيروت العربية منذ عام 1975 وحتى.1982 وكان للدكتور الراحل عبد القادر القط دور كبير في الحياة الثقافية المصرية، وتبلورت في رئاسته اربع مجلات ابداعية ما بين اعوام 1964 وحتى 1992 كان آخرها رئاسته لمجلة «ابداع» التي ساهم عندما كان رئيسًا لتحريرها في تقديم عدد من الأصوات الابداعية الشابة، واتاحة الفرصة لنشر التجارب الجديدة بخاصة أمام شعراء السبعينات.
وقد كان د. القط قبل رحيله عضوًا بالمجلس الأعلى للثقافة ومقررًا للجنة الشعرية ونال في عام 1980 جائزة الملك فيصل العالمية في الأدب عن كتابه «الاتجاه الوجداني في الشعر العربي المعاصر» ونال جائزة الدولة التقديرية في عام 1984، وحصد أخيرًا جائزة مبارك في الأدب حاصلا على 21 صوتًا من مجموع أصوات اللجنة (24 صوتاً)، وله ديوان شعري وحيد اسمه «ذكريات شاب»، وله العديد من الكتب النقدية والاعمال المختصة والثقافية، منها: «الاتجاه الوجداني في الشعر العربي» و «مفهوم الشعر عند العرب» و «في الشعر الإسلامي والأموي» و «الكلمة والصورة» و «قضايا ومواقف» و «في الأدب المصري المعاصر» وغيرها من الكتب والترجمات، وكان عضوا في حزب الوفد في البداية ثم تركه لينتظم سنوات طويلة في حزب مصر الفتاة ثم تركه أيضا برغم علاقته الوثيقة بكل من أحمد حسين وفتحي رضوان. ثم أصبح رئيسا لتحرير مجلة (المجلة).
ومن اساتذته: طه حسين ومحمد مندور ولويس عوض وأمين الخولي وعبد الوهاب عزام وكان أحد أهم مؤسسي الندوة الأدبية الشهيرة التي كانت تقام على مقهى عبد الله (بالجيزة في الخمسينيات وكان من روادها أحمد عبد المعطي حجازي ورجاء النقاش وأنور المعداوي ومحمود السعدني وزكريا الحجاوي ولويس عوض ومحمد مندور وأحمد عباس صالح وغيرهم.

## أعماله

### مؤلفاته
- ذكريات شباب (ديوان شعر)
- مفهوم الشعر عند العرب (رسالة دكتوراه مترجمة عن اللغة الإنجليزية)
- في الأدب المصري المعاصر
- في الأدب العربي الحديث
- قضايا ومواقف
- في الشعر الإسلامي والأموي
- الاتجاه الوجداني في الشعر العربي المعاصر
- فن المسرحية
- فن الترجمة
- الكلمة والصورة

### أبحاثه
- حركات التجديد في الشعر العباسي. بحث منشور في الكتاب التذكاري بمناسبة بلوغ الدكتور طه حسين عامه السبعين.
- النقد العربي القديم والمنهجية (بحث منشور في مجلة فصول عام 1983)
- قضية المصطلح في مناهج النقد الأدبي الحديث ـ (بحث منشور في المجلة العربية للعلوم الإنسانية (جامعة الكويت) عام 1994).
- الحب والمرأة في شعر نزار قباني (بحث منشور في كتاب نزار قباني شاعر لكل الأجيال عام 1998)
- دراسة مطولة عن ثلاثة كتب للأديب مصطفى صادق الرافعي: أوراق الورد. رسائل الأحزان ـ السحاب الأحمر ـ في كتاب دار لونجمان للنشر بالقاهرة
- دراسة مطولة عن «قصيدة النثر» نشرت في كتاب يضم أعمال الندوة الأدبية لجائزة الشاعر حسن فقي عام 1996
- ترجمات الدكتور ثروت عكاشة لكتب جبران خليل جبران الخمسة، عن اللغة الإنجليزية بحث مطول منشور في كتاب عن الدكتور ثروت عكاشة 1998

### ترجمات عن الإنجليزية
- ثلاث مسرحيات لشكسبير:

هاملت،
ريتشارد الثالث، بريكليس.
- جسر سان لويس راي (رواية للكاتب الاميركي ثورنتون وايلدر)
- صيف ودخان (مسرحية للكاتب الاميركي تنيسي ويليامز).
- حكايات ايفان بلكين (مجموعة قصص قصيرة للشاعر الروسي بوشكين)
- تشيكوف ـ حياته وفنه (للكاتب الروسي برميلوف) بالاشتراك مع الأستاذ فؤاد كامل.
- الابن الضال (مسرحية للكاتب الاميركي ريتشارد سون)
- أجمل أيام حياتك (مسرحية للكاتب الاميركي وليان سارويان) *الوارثة (مسرحية للكاتب هنري جيمس، اخرجت في المسرح القومي).

## قالوا عنه
- وقد قال سعيد الكفراوي قال انه كان يمثل له «آخر منارات جيل الرواد»، وأضاف «لقد أثبت د. عبد القادر القط طوال تاريخه سواء على المستوى الأكاديمي أو النقدي أو أثناء رئاسته لأي مرفق ثقافي، انه كان أحد الفاعلين الكبار في تطوير رؤانا الثقافية وتعريفنا بكل المدارس الجديدة التي عاصر ولادتها في الساحة الثقافية العربية».
- بسطاويسي: كان استاذا لمدرسة أدبية
- أما الناقد رمضان بسطاويسي فقال: «كلنا متأثرون بوفاة الناقد الراحل الدكتور عبد القادر القط، فقد كان صاحب تجربة واستاذا لمدرسة أدبية تخرج فيها عدد من النقاد والاساتذة في الجامعات المصرية والعربية، وأشار إلى انه قيمة أدبية وثقافية رفيعة المستوى في حياتنا. ولعل دوره في نقد الدراما التلفزيونية أكبر دليل على ذلك فهو الناقد الأدبي العربي الوحيد الذي قدم دراسات وأبحاثا للأعمال التلفزيونية من خلال منظور أدبي غير ما نقرأه على صفحات الجرائد من كتابات اعلامية، لا تتجاوز دورها التعريفي بالعمل»
- حسن فتح الباب: خسره الشعر وكسبه النقد
- وقال الشاعر حسن فتح الباب رفيق الناقد الراحل الدكتور عبد القادر القط: يعز عليّ الرحيل المفاجئ لشيخ النقاد الدكتور عبد القادر القط، فعلاقتي به ترجع إلى 60 عاما وبالتحديد إلى سنة 1942 حيث كنت في ذلك العام طالبا بقسم اللغة العربية جامعة فؤاد الأول، القاهرة الآن، وكان هو أمينا لمكتبة هذه الكلية وكنا نتطارح الأشعار التي نكتبها وكان الشاعر الثالث هو الراحل الدكتور يوسف خليف حتى كان زملاؤنا يطلقون علينا «الفرسان الثلاثة».

وتابع فتح الباب: كنت أصغر منهما بنحو ثمانية أعوام ولكنا كنا نشكل كوكبة واحدة ثم تركت كلية الآداب عقب قضاء عام بها وتحولت إلى الحقوق ولكن صلتي بهما ظلت وثيقة ووطيدة. وكان الجمع بيننا هو عشق الشعر وكتابه ورغم مضي هذا الزمن الطويل وهو أكثر من نصف قرن مازلت أشعر بالدفء وجمال الحياة حين اتذكر هذه الصداقة، وانهما كانا يقومان بزيارتي في حارة المنزلي التي ولدت ونشأت بها في حي شبرا، اذكر انني كتبت قصيدة في وداع الدكتور عبد القادر القط وهو مسافر في بعثة دراسية إلى إنجلترا وكان لها صدى عميق، ومر قطار العمر فأصبحنا نقطن حيا واحدا فكنت أراه اسبوعيا في مقهى غرناطة حيث كان يرتادها كثير من الأدباء من مختلف الأجيال وكان هناك تواصل حقيقي، ولم تكن ثمة منازعات بينهما كما نجد الآن.
وأضاف الشاعر حسن فتح الباب: «كان الدكتور عبد القادر القط رئيسا لتحرير عدة مجلات دورية فكنت وأقراني من الشعراء نتردد عليه لنعرض أشعارنا، وقد عرف عنه قلة الإنتاج فكتبه لا تتجاوز 7 كتب لكنه كان فياضاً في حديثه وكان يقف إلى جوار الشباب ويحاورهم فيما يتعلق بقصيدة النثر والغموض والتعقيد الذي شاب كثير من انتاجهم ومازال ديوانه «ذكريات شباب» يحمل انفاس الشعر الرومانسي الحالم، وللأسف لم يستكمل مسيرته الشعرية لكن وبرغم ذلك كسب المجتمع الأدبي المصري ناقدا كبيرا من طبقة كبار النقاد».

## وفاته
بعد أقل من أسبوع من حصوله على جائزة مبارك في النقد الأدبي، توفي بسبب مرض ألم به.